# Herb guberni archangielskiej

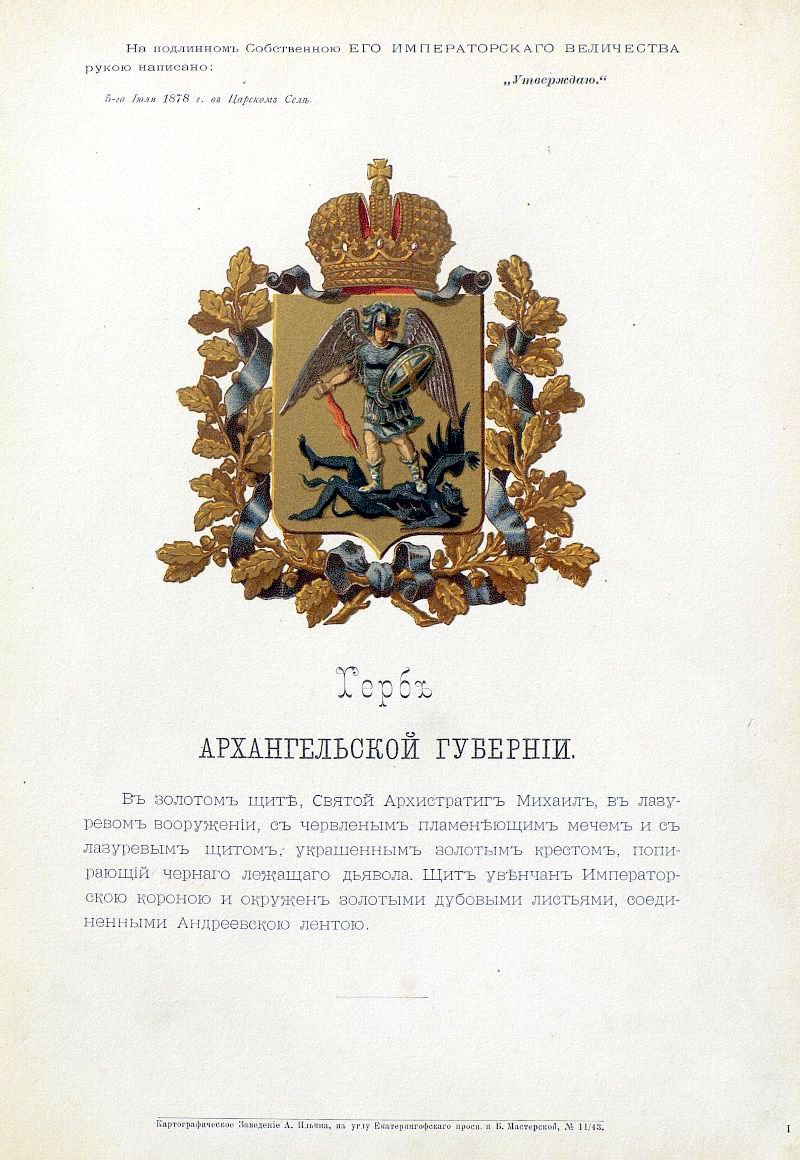
Karta z herbarza A. Benkego z 1880 roku

Herb guberni archangielskiej (ros. Герб Архангельской губернии) – symbol guberni archangielskiej będącej jednostką administracyjną Imperium Rosyjskiego. Jej ostateczny wygląd został zatwierdzony 5 lipca 1878 roku. 

## Blazonowanie
W polu złotym Święty Archanioł Michał w zbroi błękitnej z mieczem czerwonym, płonącym i tarczą błękitną w krzyż złoty, depczący leżącego diabła czarnego. Tarcza zwieńczona koroną cesarską i otoczona liśćmi dębowymi, złotymi przewiązanymi wstęgą Świętego Andrzeja .

## Opis
Herb stanowi złota tarcza francuska, na której widnieje wizerunek Świętego Archanioła Michała ubranego w błękitną zbroję. W prawym ręku trzyma skierowany w dół płonący miecz koloru czerwonego, w lewym błękitną tarczę ozdobioną złotym krzyżem. Archanioł depcze czarnego diabła. Tarcza zwieńczona jest koroną cesarską. Herb otoczony jest dwoma złotymi gałązkami dębowymi połączonymi błękitną wstęgą orderu świętego Andrzeja zawiązaną w kokardę  .

## Historia
Historia herbu guberni archangielskiej sięga początku XVIII wieku. Na sztandarach z lat 1710-1712 archangielskich pułków umieszczony był jako godło jeździec na koniu ze skrzydłami, który przebija włócznią potwora. Według I. Emelina pierwowzorem mógł być dosiadający pegaza Bellerofont zabijający Chimerę .
Francisco Santi przeprowadził reformę heraldyczną, w ramach której Archangielsk otrzymał wizerunek archanioła z płonącym mieczem depczącego diabła na złotym tle. Propozycja Santiego została zatwierdzona dla sztandarów pułków w 1730 roku, zaś dla miasta Archangielsk w 1780 roku. Herb ten używany był również na potrzeby guberni archangielskiej .
Ostatecznie wygląd herbu jako symbolu guberni został zatwierdzony 5 lica 1878 roku. Był on zgodny z zasadami dotyczącym wyglądu  herbów guberni z 1857 roku. Herb ten obowiązywał aż do upadku Imperium Rosyjskiego .
Herb guberni wg wzoru z 1878 roku posłużył do stworzenia herbu obwodu archangielskiego .

## Galeria

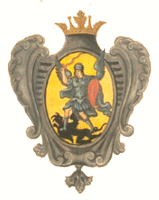
Herb archangielskiego pułku z 1730 roku
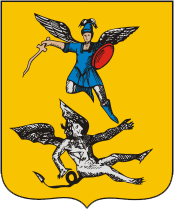
Herb Archangielska z 1780
Współczesny herb Archangielska
Herb obwodu archangielskiego